# 鈴鐺貓娘
《Di Gi Charat》是日本Broccoli（日语：株式会社ブロッコリー）经营的精品连锁店“GAMERS”的吉祥物、展开的同名企画，以及其中的同名角色。

Chocola 2002複製畫中的四位主要角色。上粉发为拉比安露丝（Usada），中左黄发为初子（Piyoko），中右绿发为数码子（Dejiko），下棕发为布子（Puchiko

## 概述

### GAMERS的吉祥物
1998年7月，GAMERS运营的杂志书《FROM GAMERS》（「フロムゲーマーズ」）的创刊号版头上，出现了一个穿着女侍服的猫耳少女和一只球形生物。同时杂志书内以此GAMERS为主题的四格漫画《加玛加玛》（『げまげま』）也开始连载。
她一直是个谜，因为在之前她都是作为一个无名形象出现在GAMERS销售的明信片或悬挂的广告招幅上。
。直到次月1998年8月号，《加玛加玛》的第二话上，此角色的名字“蒂·奇·卡洛特”（デ·ジ·キャラット）才被公布。
“蒂·奇·卡洛特”，简称“数码子”（でじこ），是一个穿着女侍服的10岁（后改为14岁）少女，戴着一对猫耳帽子和一条尾巴，两只猫耳和胸前各戴着一只铃铛，黄绿发，总是跟着一只叫做“加玛（ゲマ）”的黄球形生物，说话会在末尾加上“喵（にょ）”。是鈴鐺貓娘企划的中心人物，在各种衍生作品里，其形象与设定根据故事需要也会有改变。
系列的角色设计由小夏鈍帆（日语：小夏钝帆，コゲどんぼ）担任。1998年末，由数码子代言的GAMERS广告大受欢迎，从此鈴鐺貓娘企划的人气大增。1999年11月19日，官方放送了第一部深夜短篇动画《鈴鐺貓娘 WONDERFUL》（『デジキャラット(ワンダフル版)』）。并在至2001年的两年间放送了5部OVA动画。2001年12月22日，动画电影《鈴鐺貓娘 星之旅》（『Di Gi Charat 星の旅』）在日本全国上映。2002年1月9日，儿童向动画《PANYOPANYO鈴鐺貓娘》（『ぱにょぱにょデジキャラット』）开始放送。直到2003年，鈴鐺貓娘企划的系列动画已在全日本20个电视台播出。
蒂·奇·卡洛特还担任过日本足球队“湘南美海”（日语：湘南ベルマーレ）在日本职业足球联赛的“数字支持者”。官方也开展角色配音演员的演唱会，2001年于横滨开展的演唱会有7000余人参与。2003年在原地再次举办的演唱会则有8500人参加。
除此之外，还有漫画、小说、广播剧、游戏、音乐等多方面的衍生作品，作为萌文化的开拓者活跃至今。

## 登場角色[6]
由于各种原因，作品的中文译名有很多套，有“滴骰孖妹”、“铃铛猫娘”、“超级偶像猫铃铛”、“叮当小魔女”（台译）、“Digi铃铛猫”（东立出版社漫画译名）等几套译名。（香港无线电视译）。
在2022年新动画《令和的鈴鐺貓娘》放送过程中，官方在其youtube频道上发布过带繁体字字幕版本的动画。因此其中使用的译名可视为官方认可的译名；2023年3月底，手機遊戲《D4DJ Groovy Mix 電音派對》港澳台版營運商移動怪獸推出以此作品為主題的連動活動「令和的電音派對 喵」時採用了這個官方譯名。

### D·U·P
DUP是Di Gi Charat前三位主角数码子（Dejiko）、布子（Puchiko）与兔田光（Usada）的英文名首字母。在现实中也指对应配音阵容的真田麻美、泽城美雪、冰上恭子三人的歌手组合。
“布子”和“兔田”最初是用于游戏的角色。 然而当时制作中的AVG游戏《Di Gi Charat ~仲夏夜之梦~》预计要很长的时间才能完成，所以她们就先登场于四格漫画里。
布子10岁和兔田14岁的设定是木谷高明设定的。
关于第一代配音演员，主角数码子的配音演员是在1999年2月至5月举行的公开选拔配音演员试镜活动里确定的。 真田麻美被选为最佳奖，泽城美雪被选为评委会特别奖。 这是当时还是初中生的泽城美雪的出道作品。
关于第二代配音，数码子的配音演员改为明坂聪美。 此外，关于布子的配音演员，从2007年10月开始，与第一代一样进行公开选拔，在2008年1月27日举行的公开试镜中，水上菜绪被选中，此外，拉比·安·露丝也在候选人中选出了矢泽利枝香。 2013年15周年漫画讲述的是第一代数码子回归地球，遇上了第二代数码子的故事，明确表明了第一代和第二代数码子为不同的角色[13]。 此外，2014年的游戏《超级女主角战记》中数码子是第一代配音，但除了眼睛外，角色设计是第二代。 在2018年发行、2019年发售的20周年广播剧CD中，第一代和第二代配音演员在此共同出演。
数码子（でじこ） / 蒂·奇·卡洛特（デ・ジ・キャラット） / 修可拉（ショコラ）
配音 - 真田麻美（一代） / 明坂聪美（二代） / 鄭麗麗（香港无线电视） / 林美秀（东森幼幼台）
2月8日出生 / 10岁 / O型 / 身高148cm（包含猫耳） 或 148mm～148m（通常148cm） / 体重38kg / 喜欢吃 花椰菜 / 特技为强力眼光波
整个企划的主人公，蒂・奇・卡洛特星的公主，昵称“数码子”，《FROM GAMERS》创刊号（平成10年7月发行）、《加玛加玛》第二话中初登场。。準備号时期没有名字、1998年8月决定了名字和昵称。
头戴白色的猫耳帽子，有尾巴，在左右两边各戴一只铃铛作为发饰，铃铛也是蒂·奇·卡洛特皇家的标志。
蒂・奇・卡洛特的第一张彩色插图中头发是茶色的，后来才改成绿色；在设定集《でじこん》中也有“穿着画有加码T恤的茶色发少女”的形象。
说话会在句尾加上“喵（にょ - nyo）”，但在广播剧CD中，发的音是“にゃ”（nya）
关于数码子的名字，在《CD广播剧 蒂·奇·卡洛特2》（『CDドラマ デジキャラットそにょ2』）中提到，她的本名其实是“修可拉”，“蒂·奇·卡洛特”是数码子的爸爸在他们逃离母星之际，授予她作为王位的继承人的名字。。在地球降落被GAMERS收留后，店长觉得“蒂·奇·卡洛特”的名字太长，就简称她为“数码子”。。
在GAMERS不是为了挣钱，只是单纯的帮忙。。
来地球的目的有“成为大明星”或“躲避与安那劳古星（アナローグ星）的战乱”、「プリンセス修行のため」（安那劳古星与蒂・奇・卡洛特星是双子星，前者对后者发动了战争，尚年幼的王位继承人数码子因此逃难去了。）”两种。实际上两种都是官方设定，实际使用的设定由作品而异。
技能是眼睛射线（2008年启用的新设的威力比初代强十倍），喜欢吃花椰菜。
与外表相反，实际性格腹黑，形成了一种反差萌。
在不同的作品中，设定也有所不同，比如在第二季动画《PanyoPanyoDi Gi Charat》中，讲述的是8岁数码子在家乡数码卡拉星的故事，故事中的她活泼善良，跟往常官方的腹黑的设定完全相反；在第三季动画《Di Gi Charat Nyo》中，她在地球降落的地方是“招财猫商店街（まねきねこ商店街）”，在面茶兄弟经营的玩具店工作，而非秋叶原的GAMERS；在2006年的短篇动画《冬季花园》中，数码子与她的妹妹已经成为大人，在一家蛋糕店工作。不过大部分衍生作品里，都是讲述数码子一行来秋叶原GAMERS里工作，并努力成为大明星的故事。
最喜欢的角色是《拳皇》中的八神庵，经常去夏季与冬季的comic market买关于他的同人本，也经常画同人漫画。
1998年12月数码子代言的GAMERS电视广告系列《Welcome！》CM中使用的同名音乐由かとうひろこ演唱（收录于1999年2月发售的专辑《Welcome！》中）。1999年3月，花椰菜社举办了声优公开募集活动，最终在5月选出了新人真田麻美担任数码子的配音。
2008年启用的二代设定中，数码子的配音换成了明坂聪美。在外观上显著的变化就是把绿色眼睛改成了红色眼睛、修改了服装设计。在2013年15周年活动之际宣布二代设定作废，回归初设，15周年纪念漫画中对于此的解释为“数码子在那段时间回了母星，为填补数码子他们的空白，GAMERS的守护神‘花椰菜女神’就变作他们的身份留在GAMERS，数码子回地球后，花椰菜女神变回原样，新角色‘花椰菜女神’就此登场。”
Di Gi Charat的系列动画曾被香港和台湾的电视台引进过，香港无线电视放送的粤语版本由郑丽丽负责配音；东森幼幼台放送的国语版本由林美秀配音。
布子（ぷちこ） / 佩提·卡洛特（プチ・キャラット） / 卡布奇诺（カプチーノ）
配音 - 泽城美雪（一代） / 水上菜绪（二代） / 陳凱婷（香港无线电视）
1月21日生日 / 5岁 / B型 / 身高103cm（包含猫耳） / 体重18kg / 喜欢吃 一分熟牛排 / 特技为 眼睛射线
数码子的妹妹，昵称“布子”，《FROM GAMERS》平成11年7月号（1999年6月24日发行）、《加玛加玛》第十一话中初登场，1999年8月决定名字与昵称。
在《CD广播剧 蒂·奇·卡洛特2》中，提到她的本名是卡布奇诺（カプチーノ）。
茶色发、戴虎斑猫花纹猫耳帽子和同花纹的尾巴尾巴，头发分成左右两股；穿着水手服与灯笼裤（在第三季动画《Di Gi Charat Nyo》中则改成了蓝色连衣裙）。话很少，但一说话就很毒舌。说话会在末尾加上“咪（にゅ）”。
技能也是“眼睛射线”，不过成功率很低，发射出的多是成分不明的烟雾和水。也有远程透视的功能。官方设定喜欢吃牛排，在动画中则改成了喜欢吃刺身和纳豆。
2007年10月，为准备二代设定，进行了声优选拔，最终在2008年1月27日选中新人水上菜绪（みなかみ菜緒）担任二代的配音。2010年8月16日，水上菜绪以身体原因隐退。
2013年恢复初代设定时，对二代的解释与数码子的原因相似：布子跟数码子回母星后，由她的朋友“小扁猫”变成她的样子留在GAMERS
香港无线电视放送的粤语版本陈凯婷配音。
拉比安露丝（ラ・ビ・アン・ローズ） / 兔田光（うさだヒカル） / 兔田（うさだ）
配音 - 冰上恭子（一代） / 矢澤利枝香（二代） / 陸惠玲（香港无线电视） / 雷碧文（东森幼幼台）
8月30日出生 / 14歳→15歳 / A型 / 身高164cm / 体重是·秘·密 / 性格 - 高飞车 / 喜欢的东西 - 笹团子、柿种 / 特技 - 兔耳螺旋桨
15岁的地球人少女，在GAMERS打工，《FROM GAMERS》平成11年5月号（1999年5月18日发行）作为无名角色登场，同期开始募集名字后在6月27日池袋太阳城文化会馆（池袋サンシャイン文化会館）举办的“Di Gi Charat festivalⅡ”（デジキャラフェスティバルⅡ in 池袋）活动与7月24日发行的《FROM GAMERS》平成11年8月号中发表正式名称“うさだヒカル”（官方没有公布过汉字写法），即兔田光。
粉发，双马尾，头上有两只特大的兔耳，左右各有一颗骰子头饰。性格高飞车，目标是成为偶像，平常的形象是戴方框眼镜，系着马尾辫的中学生，在学校担任班长。喜欢吃笹团子与柿种。
特技是兔耳螺旋桨，兔耳可以旋转，能让兔田光飞起来。
兔田光在秋叶原GAMERS工作时的艺名叫“拉·比·安·露丝（ラ・ビ・アン・ローズ ）”，寓意法语“玫瑰色的人生（La Vie en rose）”，但实际上“ラ・ビ・アン・ローズ”的正式外语拼写是“Rabi~en~Rose”。她不喜欢在秋叶原工作时有人叫她本名，因此作为竞争对手的蒂奇子叫她“兔田”时会非常生气。
兔田光现一人生活，家里很穷；成为偶像的梦想是双亲离开日本后产生的。目前兔田的双亲住在美国。
2008年1月27日，担任兔田光第二代声优的矢泽利枝香与水上菜绪一起被选中。2012年3月24日，矢泽利枝香宣布隐退。
2013年与蒂奇子、布子一起回归初设，官方解释那段时间兔田光要准备高中升学考试，暂停打工；二代身份是她的使魔魔人河童变的。唯一的变化就是兔田光长大了一岁，即从原本设定的14岁变成了15岁。
香港无线电视放送的粤语版本陆惠玲配音。东森幼幼台放送的国语版本由雷碧文配音，在此版本她的译名为“芮恩”。

### D·U·P的使魔们
加玛（ゲマ）
配音 - 龜井芳子 / 沈小蘭（香港无线电视） / 雷碧文（东森幼幼台）
7月13日出生 / 年齢 未知或 10歳（初期の頃の設定） / O型 / 性格 - 认真、正经 / 喜欢的东西 - 花椰菜 /  特技 - 吹箭
数码子的监护人（最开始设定是使魔），数码卡拉星出身。《FROM GAMERS》创刊号（平成10年7月发行）、《加玛加玛》第一话初登场。
喜欢吃饺子、花椰菜、不喜欢吃洋葱类的东西。
黄色的圆球形生物，五官是颠倒的（眼睛在下，嘴巴在上），总被数码子当作出气筒，经常挨她的“眼睛射线”。碰水后会膨胀，需上厕所后才能恢复原大小。会使用麻醉吹箭。
2016年，作为《Love Live! Sunshine!!》多元企划的一部分，津島善子担任GAMERS沼津店看板娘。在她的“堕店长”形象里，加玛以戴着恶魔角的形象登场。但实际的设定是一个模仿加玛的填充模型，并非加玛本体。这个版本的加玛叫做“小恶魔下魔（リトルデーモン下魔）”，代表津島善子的仆人粉丝们及他们的总称。
在台湾放送的版本译名为“万事通”，香港放送的版本则是“加玛”
鱼花味淋（ほっけみりん）
年齢 未知 / 性格 - 安静 / 特技 - 直立二足行走
布子的朋友，一只扁平、会横着步行的的三色母猫。《FROM GAMERS》平成12年2月号（1月30日发行）初登场，平成12年3月号（2月25日发行）公布名字“ほっけみりん”。
扁平猫的丈夫是“果冻猫（ゼリージョー）”；养育着5只小猫，布子根据它们的外型特征，分别叫“砂糖果冻（さとうゼリー）”、“盐果冻（しおゼりー）”、“醋果冻（すゼリー）”、“酱油果冻（せうゆゼリー）” 、“味增果冻（みそゼリー）”；简称“萨（さ）”、“西（し）”、“斯（す）”、“赛（せ）”、“梭（そ）”。
在小说与CD广播剧中，它会发出“喵（ニャー）”的声音；但在动画中它都没有发出过任何声音。
魔人河童（まじんがっぱ）
10月25日出生 / 年齢 未知 / A型 / 喜欢吃的东西　黄瓜 / 特技　水艺
兔田光的使魔，《FROM GAMERS》平成11年11月号（10月27日发行）初登场，肚子上写着倒写的“ま”，擅长水艺；作为河童，也喜欢吃黄瓜
这个角色不是小夏钝帆原创的，而是同为花椰菜社的员工“Kurimu（くりむ）”设计的。

### P·K·O
P·K·O是Di Gi Charat中BG团主要4个角色（初子、路克、凯、库）的统称。在现实中也指对应配音阵容（林原惠、鳥海浩輔、铃木千寻、佐伯智）的歌手组合。
2000 年 9 月 30 日发布的广播剧CD《CD DRAMA Di Gi Charat そにょ5》中，黑加玛加玛团三干部“元帅”、“中将”、“少佐”登场，分别由鸟海浩辅、铃木千寻、佐伯智配音。漫画中则在杂志2000年10月号（28回）登场，该期同时开始征集三人的名字，于2000年12月号决定元帅名字为瑞克·黑森伯格，中将为凯伊·施瓦茨，少校为库·艾哈德。
初子（ぴよこ） / 初古拉模拟星三世（ピョコラ＝アナローグIII世） / 首领
配音 - 林原惠 / 林元春（香港无线电视）
10月23日出生 / 8歳 / AB型 / 身高138cm / 体重是秘密 / 性格 - 早熟（おしゃまさん） / 喜欢的东西 - 黄油夹心曲奇 / 特技 - 口部火箭炮
模拟星（在数码卡拉星旁边）出身。俗称「ぴよこ」。邪恶军团「黑加玛加玛团（以下简称BG団）」的女首領。《FROM GAMERS》平成12年4月号（3月30日发行）初登场。
杂志于平成12年年5月、6月合并号开始公开征集名字，在7日的“Di Gi Charat 3rd演唱会”和同日发行的《FROM GAMERS》平成12年7月号公开了首领“安娜劳古·飘可拉”的名字。
母星模拟星星很穷，企图绑架邻星的公主数码子以向数码卡拉星索取巨额赎金，说话末尾会加上“飘（ぴょ）”。为了让她放松警惕，总是亲切地称呼数码子为“姐姐”。
非常会煮黑豆，喜欢吃黄油夹心饼干，特技是熊口炮，威力与数码子的眼睛射线相当，但是攻击距离小得多。
在《魁！！天兵高校》动画第二集中，她的名字与CV出现在了演员表里，但实际未在动画里说过台词或出场。
模拟星的初期设定是一颗很贫穷的行星，主要生产竹笋，后来从别的星系引进计算机后经济实力大增，但是在与数码卡拉星的战争中失败，星球又返回贫困。
香港无线电视的粤语版本由林元春配音。
陆（リク） /  瑞克·黑森伯格（リク＝ハイゼンベルク） / 元帅
配音 - 鳥海浩輔
4月4日出生 / 26歳 / AB型 / 身高192cm / 体重85kg / 性格 - 冷静沉着 / 喜欢的东西 - 收集动物（動物のコレクション） / 喜欢吃的东西　寿司(想吃却吃不起)、炒面(经常吃)
BG团元帅，黑盖玛盖玛团三干部之一。冷静沉着，经常毫不在意地说着可怕的事；很喜欢动物，有与动物交谈的能力。有很多的动物朋友，经常为它们作为自己的朋友而自豪。也是一名兽医，给穷人治病时不会收钱。
喜欢吃炒面，同时也很想吃寿司，但因太穷吃不起。
与其它两位干部的形象是小夏钝帆为《雪精灵糖糖》的创作去德国取材时诞生的。《CD广播剧 蒂·奇·卡洛特5》中与其它两位干部凯、库一起初登场，由鸟海浩辅配音。此时他没有名字，一直以“元帅”代称。《FROM GAMERS》平成12年10月号（9月22日发行）开始募集三干部的名字，平成12年12月号发表了他的名字“リク＝ハイゼンベルク（Rik Heisenberg）”
香港无线电视的粤语版本由冯锦堂配音。
海（カイ） /  凯伊·施瓦茨（クウ＝エアハルト） / 中将
配音 - 鈴木千尋
3月3日出生 / 17歳 / A型 / 身高168cm / 体重68kg→56kg / 性格 - 一本正经（生真面目） / 喜欢的东西　飘子大人（ピョコラ様）、妈妈遗留下的杯子（ママの形見のマグカップ） / 喜欢吃的东西　甜咖喱
BG团中将，一名牙医，每天要为飘子做牙齿检查。性格认真，但不善面对意料之外的事故。
为能侍服飘子而自豪。飘子最喜欢吃的黄油夹心饼干也是他亲手做的。
肩上的杯子是妈妈的遗物，凯非常珍惜它。
《CD广播剧 蒂o奇o卡洛特5》初登场，由铃木千寻配音。出场时也没有名字，以“中将”代称。经过杂志的募集后，《FROM GAMERS》平成12年12月号公布了他的名字“クウ＝エアハルト（Ky Schweitzer）”
香港无线电视的粤语版本由袁淑珍配音。
空（クウ） / 库·艾哈德（クウ＝エアハルト） / 少佐
配音 - 佐伯智
5月5日出生 / 13歳 / O型 / 身高156cm / 体重50kg / 性格 - 自大（生意気） / 喜欢的东西 - 熊猫布娃娃（パンダのぬいぐるみ） / 喜欢吃的东西 - 年糕、纳豆(来地球后喜欢吃的)
BG团少佐，是一名内科医生，飘子童年的玩伴（幼馴染）。性格自大，同时也有善良的一面。喜欢吃年糕，来地球后喜欢上了纳豆。在动画里，经常变成狗的样子。
初登场于《CD广播剧 蒂·奇·卡洛特5》,由佐伯智配音，在《FROM GAMERS》平成12年12月号公布名字之前，都以“少佐”代称
香港无线电视的粤语版本由林丹凤配音。
谜盖马 （謎ゲマ）
生日 未知 / 年齢　未知 / 血型 未知 / 性格 - 无口 / 喜欢的东西 未知 / 特技 未知
一只黑色的迷之圆球形生物，与盖马相似。从未说过一句话。
黑盖玛盖玛团的团员们（ブラックゲマゲマ団団員）
喜欢的东西 - 飘子煮的黑豆 / 性格 - 热闹 / 特技 - 为飘子应援
BG团的团员们，数量很多，随飘子执行各种任务。
都喜欢吃飘子煮的黑豆，说话末尾会加上“盖巴（ゲバ）”

### 其它主角
不属于DUP或PKO，但在官网有介绍页面的角色。
蓮娜卡拉
配音：
榎本溫子（日）
梁少霞（港）
美紀卡拉
配音：
小櫻悅子（日）
朱妙蘭（港）
兔田明
配音：
井口裕香（日）
曾秀清（港）
花椰菜女神（ブロッコデス），（配音：明坂聰美（日））
第二代數碼子的真正身份。在數碼子回到母星期間代替數碼子留在GAMERS。

### 其它角色
在官网没有角色资料，只会在特定的作品内出场的角色。
憂鈴
配音：
名塚佳織（日）
程文意（港）
艾花
配音：
廣田詩夢（日）
林元春（港）
面茶康，（配音：野島健兒（日）、黃啟昌（港））
24歲，是玩具店「超級玩具店」的店長。
面茶清，（配音：南央美（日）、李致林（港）、李明幸（台））
14歲，康的弟弟。
庵衣大福，（配音：菊池正美（日）、黃子敬（港））
和菓子「庵頃堂」的店長。
庵衣貴奈子，（配音：金井美香（日）、區瑞華（港））
庵衣大福的妻子。
米歇爾宇佐田，（配音：一條和矢（日）、陳欣（港））
宇佐田光的父親。
法蘭索娃宇佐田，（配音：岡村明美（日）、林元春（港））
宇佐田光的母親。
錢湯先生，（配音：矢部雅史（日）、林保全（港））
錢湯「日増湯」的店長，是個長髮的頑固老爹。被稱呼為「爺爺」。
錢湯一麿，（配音：宮崎一成（日）、黃榮璋、鄺樹培（代配）（港））
先生的孩子，非常怕生。
熊谷金太郎，（配音：松山鷹志（日）、梁志達（港））
是成金趣味的社長，被稱為熊金。
比田井廣，（配音：竹本英史（日）、黃健強（港））
招財貓商店街町內會長。
美好老師，（配音：上田祐司（日）、梁志達（港））
華麗田，（配音：川上倫子（日）、伍秀霞（港））
肉豪佬，（配音：三木真一郎（日）、鄺樹培（港））
蒂·奇·卡洛特媽媽（デ・ジ・キャラットママ），（配音：日高範子（日）、黃鳳英（港））
數碼子的母親，蒂・奇・卡洛特的女王。討厭吃花椰菜。

## 出版作品

### 杂志
- 季刊デジキャラット（Broccoli）
  - 季刊デジキャラット 2003年春号（2003年5月1日发售）
  - 季刊デジキャラット 2003年夏号（2003年8月1日发售）
  - 季刊デジキャラット 2003年秋号（2003年11月1日发售）
  - 季刊デジキャラット 2004年冬号（2004年2月1日发售）
  - 季刊デジキャラット 2004年春号（2004年5月1日发售）
  - 季刊デジキャラット 2004年夏号（2004年8月1日发售）
- コミック デジキャラット（JIVE）
  - コミック デジキャラット Vol.1（2004年10月8日发售）
  - コミック デジキャラット Vol.2（2004年12月10日发售）
  - コミック デジキャラット Vol.3（2005年2月10日发售）
  - コミック デジキャラット Vol.4（2005年4月9日发售）
  - コミック デジキャラット Vol.5（2005年6月10日发售）
  - コミック デジキャラット Vol.6（2005年8月10日发售）
  - コミック デジキャラット Vol.7（2005年10月8日发售）

### 画集
- デジキャラット画集（Broccoli）
  - CHOCOLA（1999年12月18日发售）
  - CHOCOLA2000（2000年12月22日发售）
  - CHOCOLA2001（2001年12月21日发售）
  - CHOCOLA2002（2002年12月4日发售）
  - CHOCOLA2003（2003年12月20日发售）
  - CHOCOLA2004（2004年12月24日发售）
  - CHOCOLA2020（2020年12月24日发售）
- こげどんぼ*画集
  - コゲどんぼ画集 CHOCOLA SELECTION（Broccoli、2005年12月24日发售、ISBN 4-86-176176-X）
  - コゲどんぼ画集 CHOCOLA SELECTION 2006（SB創意、2006年12月20日发售、ISBN 978-4-79-733936-9）
  - こげどんぼ*画集 CHOCOLA 2008（SB創意、2008年12月9日发售、ISBN 978-4-79-735210-8）

### 设定集
- でじこん Di Gi Charat Complete（Broccoli、2000年8月20日发售）
- でじこん2002 Di Gi Charat Complete（Broccoli、2002年6月15日发售）

### 短篇集
- デジキャラット公式コミックアンソロジー（MediaWorks 电击Comics 全4巻）
  - vol.1（2000年3月1日发售、月刊電擊Comic Gao! 1999年9月号 - 2000年3月号、首发）
  - vol.2（2000年9月27日发售、首发）
  - vol.3（2001年3月27日发售、首发）
  - vol.4（2001年10月27日发售、首发）
- デジキャラットオフィシャルコミックアンソロジー（Broccoli）
  - vol.1（2000年6月発売）
  - vol.B/Black Version（2000年11月发售）
  - オフィシャルコミックアンソロジー（2003年6月20日发售）※vol.1和vol.B的合并版
  - でじ☆こみ（2003年9月13日发售）
- 鈴鐺貓娘官方漫画选集 『女の子スペシャル』（Broccoli、2005年10月23日发售）
- 鈴鐺貓娘20周年庆祝插图选集&粉丝书 『Variety of CHOCOLA』（Broccoli、2018年8月18日发售）

### 插画
- Comic City in 大阪27 宣传册封面插画（2000年1月9日开始）
- Super Comic City in 関西7 宣传册封面插画（2001年8月25日开始）

### 游戏

#### Di Gi Charat Fantasy：仲夏夜之夢
原名：
遊戲平台
- PC／Dreamcast／PlayStation 2

發售日期
- PC： 2001年2月22日
- Dreamcast： 2001年9月6日
- PlayStation 2：2003年11月20日

註備
- 在PS2推出的「Excellent」版附加OVA的第7-8集故事。

### 
遊戲平台
- Game Boy Advance

發售日期
- 2002年10月25日

遊戲平台
- Game Boy Advance

發售日期
- 2004年7月15日

## 播放電視台

### 日本
| 日本 TBS電視台 星期一至四 00:40-00:50節目 （「Wonderful 」時段內） | 日本 TBS電視台 星期一至四 00:40-00:50節目 （「Wonderful 」時段內） | 日本 TBS電視台 星期一至四 00:40-00:50節目 （「Wonderful 」時段內） |
| ------------------------------------------------------------------ | ------------------------------------------------------------------ | ------------------------------------------------------------------ |
|                                                                    | Di Gi Charat （1999年11月19日 － 12月23日）                        |                                                                    |
| いつも心に太陽を!                                                  | OL直播!!                                                           |                                                                    |
| 日本 Animax 星期一至日 24:30–24:35節目 （「 」時段內）             |                                                                    |                                                                    |
| 銀河天使－                                                         | ぱにょぱにょデ・ジ・キャラット （2002年1月5日 － 9月30日）         | －                                                                 |
| 日本 東京電視網 星期日 09:00-09:30節目                             |                                                                    |                                                                    |
| 銀河天使A                                                          | Di Gi Charat Nyo! （2003年4月6日 － 2004年3月28日）                | 棉花糖通信                                                         |
| 日本 TBS電視台 星期五 27:30–28:00 · 星期六 27:16-27:46 節目        |                                                                    |                                                                    |
| –                                                                  | ウィンターガーデン （2006年12月22日 － 23日）                      | 薔薇少女 ～序曲～                                                  |

### 香港
| 香港無綫電視翡翠台 星期二 17:15-17:50節目             | 香港無綫電視翡翠台 星期二 17:15-17:50節目 | 香港無綫電視翡翠台 星期二 17:15-17:50節目       |
| ----------------------------------------------------- | --- | ----------------------------------------------- |
|                                                       | Di Gi Charat （2005年1月18日－2005年3月29日） |                                                 |
| 決鬥大師（第1-26集）                                  | 至NET奇兵（第1-12集） |                                                 |
| 香港無綫電視翡翠台 放學ICU 星期一至五 16:30-17:00節目 | |                                                 |
| 銀河五虎將                                            | デ・ジ・キャラットにょ （2005年6月17日－2005年8月29日）                                                                                                   | 星球流浪記（第27-52集）                         |
| 香港無綫電視翡翠台 星期六 17:30-18:00節目（重播）     | |                                                 |
| 激優一族                                              | Di Gi Charat お花見すぺしゃる Di Gi Charat サマースペシャル2000 （2005年9月17日－2005年10月8日）                                                          | 木偶奇遇記                                      |
| 香港無綫電視翡翠台 星期一至五 10:00-10:15節目（重播） | |                                                 |
| 包青天                                                | デ・ジ・キャラット劇場 ぴよこにおまかせぴょ!（第1-7集） （2005年12月22日－2005年12月30日）                                                                | 多啦A夢宇宙漂流記                               |
| 香港無綫電視翡翠台 星期日 10:30-11:00節目             | |                                                 |
| 激優一族                                              | Di Gi Charat クリスマススペシャル （2005年12月25日） | 激優一族                                        |
| 香港無綫電視翡翠台 星期六 17:30-18:00節目             | |                                                 |
| MVP情人                                               | Di Gi Charat 夏休みスペシャル（第3-4集） （2006年1月28日）                                                                                                | MVP情人                                         |
| 香港無綫電視翡翠台 星期六、日 16:00-16:30節目         | |                                                 |
| 機甲露寶                                              | デ・ジ・キャラットにょ（重播） Di Gi Charat 夏休みスペシャル（第1-2集） Di Gi Charat 梅雨スペシャル Di Gi Charat（重播） （2006年3月4日－2006年10月29日） | 小魔女Doremi之親心歷險 小魔女Doremi之青蛙石之謎 |
| 香港無綫電視翡翠台 星期六 18:05-16:25節目             | |                                                 |
| 玻璃面具                                              | Di Gi Charat 星の旅（「くちからバズーカ」） （2006年8月19日）                                                                                             | 玻璃面具                                        |
| 香港無綫電視翡翠台 星期一至三 06:00-06:25節目（重播） | |                                                 |
| 魔法學園                                              | Di Gi Charat 夏休みスペシャル Di Gi Charat 梅雨スペシャル （2007年1月15日－2007年1月17日）                                                                | 重力王                                          |
| 香港無綫電視翡翠台 星期日 17:30-18:00節目（重播）     | |                                                 |
| 翼之奇幻旅程                                          | Di Gi Charat 星の旅 （2007年2月18日） | 翼之奇幻旅程                                    |
| 香港無綫電視翡翠台 星期六 18:00-18:30節目（重播）     | |                                                 |
| 大長今                                                | Di Gi Charat （2007年10月6日） | 怪醫黑傑克                                      |

| 香港無綫兒童台 星期一至五 06:00-06:30/09:00-09:30/12:00-12:30/15:00-15:30/18:00-18:30/21:00-21:30節目 星期二至六 00:00-00:30/03:00-03:30節目 | 香港無綫兒童台 星期一至五 06:00-06:30/09:00-09:30/12:00-12:30/15:00-15:30/18:00-18:30/21:00-21:30節目 星期二至六 00:00-00:30/03:00-03:30節目 | 香港無綫兒童台 星期一至五 06:00-06:30/09:00-09:30/12:00-12:30/15:00-15:30/18:00-18:30/21:00-21:30節目 星期二至六 00:00-00:30/03:00-03:30節目 |
| --- | --- | --- |
| | デ・ジ・キャラットにょ （2007年7月6日－9月17日）                                                                                             | |
| 徽章戰士 | - | |

## 外部連結
- DiGiCharat Official WebSite（页面存档备份，存于）（日語）
- BROCCOLI Official Homepage（页面存档备份，存于）（日語）
- 大阪電視台的 Digi Charat Nyo頁面（页面存档备份，存于）（日語）
- BROCCOLI 內的Di.Gi.Charat動畫PanyoPanyo版介紹（页面存档备份，存于）（日語）
- Di.Gi.Charat Fantasy：仲夏夜之夢 PS2日本官網（页面存档备份，存于）（日語）
- http://www.broccoli.co.jp/dejiko/dejicomu/（页面存档备份，存于）（日語）
- http://www.broccoli.co.jp/dejiko/digicomu2/index.html（页面存档备份，存于）（日語）